# Passy, Senegal
Passy (eller Passi) är en ort i västra Senegal. Den ligger i regionen Fatick och har cirka 14 000 invånare.